# 突厥斯坦自治共和国
突厥斯坦自治共和国，又称浩罕自治政府，由在浩罕召开的突厥斯坦全穆斯林代表大会成立于1917年11月25日，除了财政部长外政府内阁完全由穆斯林组成。还组建了突厥斯坦穆斯林自卫军，提出在突厥斯坦建立中亚哈里发国家的目标，发布的施政纲领：突厥斯坦自治、突厥斯坦的全部权力归浩罕自治政府、恢复土地和生产资料的私有制、伊斯兰教法作为基本法律、剥夺妇女的一切自由。1918年2月14日，来自奥伦堡前线的部队包围了浩罕城，2月18日在当地俄罗斯人与亚美尼亚人的支持下攻占了浩罕，约5,000-10,000人在战事中死亡。